# Sange af den Arabiske fortælling Antar og Abla
Sange af den Arabiske fortælling Antar og Abla bestaat uit een tweetal liederen gecomponeerd door de Noor Christian Sinding.
De liederen naar het Arabische verhaal van Antar en Abla werden door Sinding gecomponeerd toen hij 26 jaar was, de tekst was toen 700 jaar oud. In datzelfde jaar werden ze in de concertzaal gespeeld. Het toen zeer behoudende Noorse publiek vond de opruiende teksten en muziek maar niets. De krant Aftenposten meldde dat het  de wildste en meest onbenaderbare muziek was, die ooit in een concertzaal ten gehore werd gebracht. Door de opmerkingen werd verondersteld dat Sinding de liederen had vernietigd, maar veel later bleken ze in het bezit te zijn van zijn weduwe Augusta.
De twee liederen:
- Stridssang (strijdlied)
- Kjaerlighetssang (liefdesliedje)

Stridssang zou later terugkomen in een werkje voor piano (rhapsodie querriere). 